# Al-Kuwajsima
Al-Kuwajsima (arab. القويسمه, ang. Al-Quwaysimah) – miasto w Jordanii, w muhafazie Amman. Według danych szacunkowych na rok 2008 liczy 184 354 mieszkańców.